# Елен Черчил Семпл
Елен Черчил Семпл (енгл. Ellen Churchill Semple; Кентаки, 8. јануар 1863— 8. мај 1932, Флорида) била је прва америчка утицајна жена – географ, америчког порекла.

## Биографија
Као млада, волела је јахање и тенис, и интересовала је историја и путовања. Похађала је државне и приватне школе у Луисвилу, до своје шеснаесте године, када је кренула на колеџ у Пугкипсију, држава Њујорк. Са 19 година, на Васар колеџу дипломирала је историју. Била је студент генерације и једна од 33 жене, које су добиле диплому, уједно и најмлађи дипломац, 1882. године.  На путовању за Лондон, 1887. године упознала је Американца Дарена Ворда, који је докторирао на Универзитету у Лајпцију, и који јој је причао о свом динамичном професору географије, тада чувеном Фридриху Рацелу. Елен Семпл је упознала професора Рацела, и одобила одобрење  да похађа његове часове. Током 1892. године је одлучила да студира код Рацела у Лајпцигу. Иако позната у географским круговима у Немачкој, била је прилично непозната међу америчким географима. Кад се вратила у САД, почела је да истражује, пише и објављује чланке, и да стиче име у области географије 1897. године. Крајем 1931. године, у намери да побољша своје здравствено стање, преселила се у Есвил, у Северну Каролину, где је била топлија клима. Лекари су јој саветовали  још блажу климу, и нижу надморску висину, тако да се касније преселила у Вест Палм Бич, на Флориди, где је, 8. маја 1932. године, умрла.

## Важнија дела
Њен чланак из 1897. године, у “Журналу“ школске географије, Утицај Аналитичке баријере на колонијалну историју,био је њен први објавњен академски рад.У сам врх географа Америке, било је и истраживање везано за људе у планинама Кентакија. Овај рад је објавњен 1901, године, у чланку Англо-Саксонци у Кентаки планинама. Америчка историја и њени географски услови, објављена је 1903. године.Тиме је остварила велики успех, њена књига је, током 1930-их  година, постала на многим одсецима за географију широм САД, обавезна литература. Њена друга значајна књига Утицај географске средине, објављена је 1911. године, изражавала је њен детерминистички поглед на окружење- схватање да клима и географски положај имају највећи утицај на активности људи, и понудила низ примера који то доказују. Осим тога, посебно се заинтересовала за Медитеран, који је у току 1915. године, истраживала, и о њему писала. Уз помоћ једној студента, 1931. године, објавила је Географију области Медитерана.

## Академик
На Универзитету у Оксфорду 1912, године, предавала је географију.Такође, током наредних 20 година, била је предавач на Велесли колеџу, на Универзитету у Колораду, Универзитету Западног Кентакија. За председника  Удружења америчких географа, изабрана је 1921. године, а те исте године, постала је редовни професор антропогеографије на Кларк универзитету, и ту остала до своје смрти. Током своје академске каријере, у просеку, једном годишње  објављивала је књигу или рад. Универзитет у Кентакију, доделио јој је почасни докторат права 1923. године, и основао Салу Елен Черчил Семпл, у којој је смештена њена библиотека.